# The Golden Louis
The Golden Louis es un cortometraje mudo de 1909 escrito y dirigido por D. W. Griffith.

## Argumento
Una anciana (Anita Hendrie) envía una noche a una niña (Adele DeGarde) a mendigar por las calles nevadas de Paris. Por su lado pasan insensibles juerguistas, y finalmente se duerme antes de que un donante (Owen Moore) le lance un luis de oro en su zapato. Un jugador de ruleta sin dinero (Charles Inslee, n. 1870) toma prestada la moneda para ganar una fortuna para la niña. Ella despierta y vaga por las calles. El jugador la busca hasta que la encuentra muerta.

## Reparto
| Actor             | Personaje           |
| ----------------- | ------------------- |
| Anita Hendrie     | La madre            |
| Adele DeGarde     | La niña             |
| Owen Moore        | El buen samaritano  |
| Charles Inslee    | El jugador          |
| Linda Arvidson    | Juergista           |
| Kate Bruce        |                     |
| Gladys Egan       |                     |
| George Gebhardt   | Juergista           |
| Arthur V. Johnson | Jugador             |
| Florence Lawrence |                     |
| Marion Leonard    | Juergista           |
| Wilfred Lucas     |                     |
| Herbert Yost      | Jugador / Juergista |
| Mack Sennett      | Jugador / Juergista |
| Dorothy West      | Juergista           |